# Brahima Ouattara
Brahima Ouattara (Koko, 23 novembre 2002) è un calciatore ivoriano, centrocampista dello United FC.

## Carriera
Ha iniziato a giocare in patria con il RC Abidjan. Nella stagione 2019-2020, annullata a causa della pandemia di COVID-19, la squadra ha vinto il campionato ivoriano. All'inizio del 2021, il centrocampista si è trasferito in Francia al Nizza, ma poco dopo è stato ceduto in prestito al Losanna, formazione della prima divisione svizzera. Il 7 febbraio successivo ha esordito in campionato con il Losanna nella sconfitta per 4-2 contro lo Young Boys, sostituendo Pedro Brazão al minuto '41.

## Statistiche

### Presenze e reti nei club
Statistiche aggiornate al 25 giugno 2022.
| Stagione        | Squadra         | Campionato      | Campionato | Campionato | Coppe nazionali | Coppe nazionali | Coppe nazionali | Coppe continentali | Coppe continentali | Coppe continentali | Altre coppe | Altre coppe | Altre coppe | Totale | Totale |
| Stagione        | Squadra         | Comp            | Pres       | Reti       | Comp            | Pres            | Reti            | Comp               | Pres               | Reti               | Comp        | Pres        | Reti        | Pres   | Reti   |
| --------------- | --------------- | --------------- | ---------- | ---------- | --------------- | --------------- | --------------- | ------------------ | ------------------ | ------------------ | ----------- | ----------- | ----------- | ------ | ------ |
| feb.-giu. 2021  | Losanna         | SL              | 6          | 1          | CS              | 0               | 0               |                    | -                  | -                  |             | -           | -           | 6      | 1      |
| 2021-2022       | Losanna         | SL              | 31         | 4          | CS              | 4               | 0               |                    | -                  | -                  |             | -           | -           | 35     | 4      |
| Totale carriera | Totale carriera | Totale carriera | 37         | 5          |                 | 4               | 0               |                    | -                  | -                  |             | -           | -           | 41     | 5      |